# Сонино
Сонѝно (на италиански: Sonnino) е градче и община в Централна Италия, провинция Латина, регион Лацио. Разположено е на 450 m надморска височина. Населението на общината е 7285 души (към 2011 г.).